# Thorvald Meyer
Thorvald Meyer, född 23 september 1818 i Kristiania (nuvarande Oslo), död där 3 februari 1909, var en norsk affärsman och mecenat.
Meyer skänkte bland annat sin födelsestad en parkanläggning och en badanstalt samt bidrog frikostigt till uppförande av en ny frimurarloge och till många välgörenhetsändamål. En gata och en öppen plats i Oslo är uppkallade efter honom.